# 貢井区
貢井区（こうせい-く）は中華人民共和国四川省自貢市に位置する市轄区。

## 行政区画
3街道、7鎮を管轄する。
- 街道:篠渓街道、貢井街道、長土街道
- 鎮:艾葉鎮、建設鎮、竜潭鎮、橋頭鎮、五宝鎮、蓮花鎮、成佳鎮

## 健康・医療・衛生
- 自貢市第三人民医院（四川省高等医学院校臨床教学基地）
- 自貢市精神衛生中心（自貢市第五人民医院、自貢市老年病医院、自貢市疾控中心精神衛生分中心、自貢市精神衛生中心互聯網医院）
- 長土鎮衛生院